# Gentizinska kiselina
Gentisinska kiselina je dihidroksibenzojeva kiselina. Ona je derivat benzojeve kiseline, i manje zastupljeni (1%) proizvod metaboličkog raspada aspirina. Izlučuje se iz organizma putem bubrega.

## Proizvodnja
Gentisinska kiselina se proizvodi karboksilacijom hidrohinona.
Ova konverzija je primer Kolbe–šmitove reakcije.

## Primena
Kao hidrohinon, gentisinska kiselina se lako oksiduje i koristi se kao antioksidans i ekscipijent u nekim farmaceutskim preparatima.
U laboratorijskim uslovima ona se koristi kao jednostavni matriks u MALDI masenoj spektrometriji. Poznato je da je ona podesna za detekciju peptida koji sadrže boronsku kiselinu putem MALDI-a.